# Edifici de les dependències municipals de la platja
L'Edifici de les dependències municipals de la platja és una obra de Calafell (Baix Penedès) protegida com a Bé Cultural d'Interès Local. Actualment l'espai és utilitzat per les àrees de Medi Ambient i de Serveis Urbanístics i la sala de plens de l'Ajuntament de Calafell, així també com el Patronat de Turisme, l'àrea de Via Pública, l'empresa municipal Cemssa i una de les oficines del servei d'atenció al ciutadà.

## Descripció
Es tracta d'un edifici de planta trapeziforme amb soterrani, planta baixa i tres plantes altes. Les plantes segona i tercera queden reculades respecte de les dues inferiors i queda un espai que forma una terrassa. S'accedeix a l'interior per un vestíbul de gran alçada i a partir d'aquí es distribueixen una sèrie de sales d'usos múltiples en les diferents plantes.
L'estructura es de forjats i pilars de formigó. La Roberta és plana en tota la superfície. Els murs de les façanes són d'obra vista i hi ha diferents elements de ferro (baranes, pèrgola, etc) i també grans superfícies vidriades.